# لسان الثور القلمي
لسان الثور القلمي (باللاتينية: Anchusa stylosa) نوع نباتي يتبع جنس لسان الثور من الفصيلة الحِمحِمية.

## البيئة والانتشار
موطنه تركيا وأوروبا.